# Ghiacciaio della Principessa Anna
Il ghiacciaio della Principessa Anna è un ghiacciaio tributario lungo circa 30 km situato nella regione sud-occidentale della Dipendenza di Ross, nell'Antartide orientale. Il ghiacciaio, il cui punto più alto si trova a circa 2400 m s.l.m., si trova nei monti della Regina Elisabetta, nell'entroterra della costa di Shackleton, dove nasce dal versante meridionale del monte Bonaparte per poi scorrere verso ovest, virare verso nord costeggiando il versante orientale dell'altopiano di Bartrum, virare ancora verso ovest scorrendo tra l'altopiano Bartrum, a sud, e l'altopiano di Cotton, a nord, e quindi unire il proprio flusso a quello del ghiacciaio Marsh.

## Storia
Il ghiacciaio della Principessa Anna è stato così battezzato dai membri della squadra settentrionale della spedizione neozelandese di esplorazione antartica svolta nel periodo 1961-62 in onore della principessa Anna, secondogenita della regina Elisabetta II e di Filippo di Edimburgo.